# La Compagnie Créole
La Compagnie Créole é uma banda da Guiana Francesa e Antilhas Francesas, fundanda na década de 1980. Inicialmente a banda utilizou a língua crioula em suas canções, mas rapidamente adotou o francês como idioma principal. 
Eles são conhecidos principalmente pela alegria das músicas: temas populares e imagens como o arco-íris colorido, o sol, música e animais inofensivos impulsionando aspectos positivos, típico dos ritmos caribenhos.
A banda participou da seleção nacional para representar a França no Festival Eurovisão da Canção 1983, que aconteceu em Munique, na Alemanha, com a música "Vive le douanier Rousseau". Eles ficaram em segundo lugar, perdendo a vaga para Guy Bonnet.
No Brasil, as canções  “Le bal masqué”  e “C'est bon pour le moral” tiveram repercussão, sendo que esta última recebeu uma versão em português  ("É bom para o moral") de Rita Cadillac.

## Membros
- Clémence Bringtown (vocal)
- Arthur Apatou (guitarra)
- José Sébéloue (guitarra, percussão, vocal)
- Julien Tarquin (baixo, vocal)
- Guy Bevert (bateria, percussão, vocal)

## Álbuns
- Vive le douanier Rousseau (1983)
- Ba moin en ti bo (1984)
- Le Bal masqué (1984)
- Bons baisers de Fort de France (1984)
- Ça fait rire les oiseaux' (1986)
- Sans chemise sans pantalon (1986)
- Soca Party sur la plage (1986)
- La Bonne Aventure (1989)
- Bon anniversaire maman (1990)
- Megamix (1990)

## Tributo
O álbum Les máquinas à danser (As Máquinas de Dança) foi lançado em junho de 2010, incluindo a interpretação de vários artistas quebequenses como  Ariane Moffatt, Dubmatique e Afrodizz. 